# Spider-Man: Miles Morales (computerspel)
Marvel's Spider-Man: Miles Morales is een actie-avonturenspel ontwikkeld door Insomniac Games. Het spel werd uitgegeven door Sony Interactive Entertainment, en kwam uit voor de PlayStation 4 en PlayStation 5. Gebaseerd op de Marvel Comics-superheld Miles Morales, is het de tweede game in de Marvel's Spider-Man-serie, na Marvel's Spider-Man uit 2018. Het spel werd aangekondigd tijdens het PlayStation 5-onthullingsevenement in juni 2020 en werd uitgebracht voor de PlayStation 4 wereldwijd op 12 november 2020, en als lanceertitel voor de PlayStation 5 op 12 november in geselecteerde markten, en op 19 november 2020 internationaal.

## Verhaal
Het verhaal gaat verder vanaf Marvel's Spider-Man en de DLC The City That Never Sleeps, waarin Miles Morales werd gebeten door een radioactieve spin en krachten kreeg die vergelijkbaar zijn met die van Peter Parker. Een jaar na het einde van de eerste game heeft Morales getraind, met hulp van Parker, en heeft hij zichzelf volledig geïntegreerd in de rol van een Spider-Man, hoewel hij veel ervaring nog moet opdoen. Hij moet een evenwicht vinden tussen het steunen van de campagne van zijn moeder voor de gemeenteraad en het verdedigen van zowel zijn nieuwe huis in Harlem als de rest van New York tegen een bendeoorlog tussen de Roxxon Energy Corporation en een hightech crimineel leger genaamd de Underground, geleid door de Tinkerer. Parker vertelt Morales dat hij net als zijn overleden vader moet zijn, en zijn pad moet bewandelen om een held te worden voor de stad New York.

## Cast
| Acteur             | Personage                |
| ------------------ | ------------------------ |
| Nadji Jeter        | Miles Morales/Spider-Man |
| Yuri Lowenthal     | Peter Parker/Spider-Man  |
| Jacqueline Piñol   | Rio Morales              |
| Darin De Paul      | J. Jonah Jameson         |
| Fred Tatasciore    | Rhino                    |
| Troy Baker         | Simon Krieger            |
| Griffin Puatu      | Ganke Lee                |
| Ashly Burch        | Danika Hart              |
| Jasmin Savoy Brown | Phin Mason/Tinkerer      |
| Ike Amadi          | Aaron Davis/Prowler      |
| Todd Williams      | Rick Mason               |
| Russell Richardson | Jefferson Davis          |
| Yancey Arias       | Teo Alvarez              |
| Melanie Minichino  | Gloria Davila            |
| Emerson Brooks     | Caleb Ward               |
| Krizia Bajos       | Camila Vazquez           |
| Natasha Ofili      | Hailey Cooper            |
| Travis Willingham  | Wilson Fisk              |
| William Salyers    | Otto Octavius            |
| Mark Rolston       | Norman Osborn            |